# Hosur Umli, Manvi
Hosur Umli là một làng thuộc tehsil Manvi, huyện Raichur, bang Karnataka, Ấn Độ.